# КАМАЗ 65117

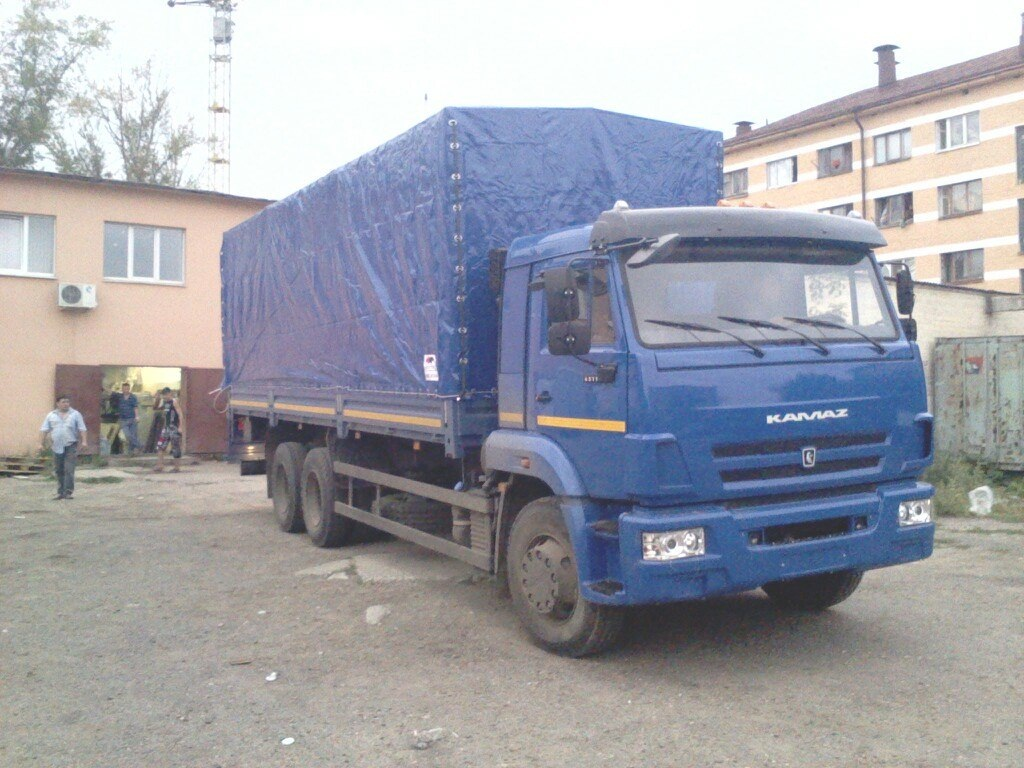
КамАЗ-65117 після фейсліфтингу

КамАЗ-65117 — сучасний російський тривісний великовантажний бортовий автомобіль з колісною формулою 6х4, що випускається Камський автомобільний завод (КамАЗ).
Вантажопідйомність — 14 тонн. Двигун має потужність 260 кінських сил, відповідає європейським нормам Євро-2. На вантажівку може встановлюватись двигун КамАЗ-740.62-280 потужністю 280 к.с. або Cummins 6 ISBe 300 потужністю 300 к.с., які відповідають нормам Євро-3.
Незалежно від комплектації, КамАЗ-65117 оснащений антиблокувальною системою. До всього іншого, машина має значний паливний бак — його об'єм становить 500 літрів. Коробка передач — дев'ятирівнева механіка.